# Massimo Silva
Massimo Silva (* 24. August 1951 in Pinarolo Po) ist ein ehemaliger italienischer Fußballspieler und heutiger Trainer.

## Karriere

### Als Spieler
Silva begann seine Profikarriere beim renommierten Verein Inter Mailand und wurde dreimal verliehen, um Erfahrung zu sammeln. Beim US Rovereto sowie beim US Cremonese erzielte er jeweils neun Tore. Inter hatte nach seiner Rückkehr keine Verwendung mehr für ihn, so wechselte er zunächst zu Lazio Rom, doch hier kam er nicht zum Zug, daher wechselte er im selben Jahr noch in die Serie B zu Ascoli Calcio, die 1972 das erste Mal in der Vereinsgeschichte in der zweiten Liga spielten. Hier etablierte er sich als Stammspieler und kam auf über 100 Einsätze, bei denen ihm insgesamt 23 Tore gelangen. Zu der Saison 1976/77 der Serie A wechselte er zum AC Mailand und auch wenn er beim AC zu 20 Einsätzen kam, konnte auch er die für den AC Mailand durchwachsene Saison nicht verhindern, der Verein wurde 10., gewann aber den Pokal. Dies war Silvas einziger Gewinn einer Meisterschaft oder eines Pokals während seiner Karriere als Spieler.
1977 wurde er von der AC Monza verpflichtet, die zu diesem Zeitpunkt in der Serie B spielten. In Monza konnte er äan seine Leistungen während seiner Zeit bei Ascoli anknüpfen, in zwei Spielzeiten erzielte er 15 Tore und erreichte mit seinem Verein sogar die Play-offs für die Serie A, wo man allerdings am späteren Aufsteiger Delfino Pescara 1936 scheiterte. Nach dem verpassten Aufstieg wechselte er zum Aufsteiger Delfino Pescara und zog damit den Unmut der Fans von Monza auf sich. Mit Delfino in der Serie A bestritt Silva 25 Partien und schoss hierbei lediglich zwei Tore, auch musste er mit seinem neuen Klub den Abstieg hinnehmen. Nach dem Abstieg in die Serie B spielte er noch bis 1982 bei den Blau-Weißen, anschließend unterschrieb er bei SS Sambenedettese, ACR Messina, SS Monopoli 1966 und beendete 1986 seine Karriere als Spieler schließlich.

### Als Trainer
Seine Trainerkarriere begann er im Jahr 1988 bei Comunanza, wechselte später zu Martinsicuro und dann zu Grottazzolina. 1991 wurde er vom SS Maceratese verpflichtet, wo er eine für ihn überaus erfolgreiche Zeit erlebte: Er führte den Verein von der 5. Liga bis in die 3. und marschierte damit durch. Weitere Aufstiege gelangen ihm mit Taranto FC 1927 und mit dem FC Brindisi. Seit 2009 konnte er keinen Aufstieg mehr feiern, seine Ergebnisse als Trainer waren ab diesem Zeitpunkt tendenziell durchschnittlich.

## Erfolge

### Als Spieler
- Gewinn des italienischen Fußballpokals mit dem AC Mailand in der Saison 1976/77.

### Als Trainer
- Meister und Aufstieg mit SS Maceratese in der Saison 1991/92 der Eccellenza und in der Saison 1992/93 der Serie D.
- Meister und Aufstieg mit Taranto FC 1927 in der Saison 2000/01 der Serie C.
- Aufstieg mit FC Brindisi in der Saison 2008/09 der Serie D.